# Antonin Louis
Pour les articles homonymes, voir Louis.
Antoine-Magdeleine Louis, dit Antonin Louis, né à Lyon le 19 novembre 1845 et mort à Paris le 15 novembre 1915, est un chansonnier et compositeur français. D'abord opposant au Second Empire, il rejoint la Commune de Paris et devient secrétaire de la Fédération artistique (du spectacle). Sous la Troisième République, il devient nationaliste, adhère à la Ligue des patriotes fondée par Paul Déroulède et soutient le mouvement boulangiste avec ses chansons dont une restée célèbre: Le Pioupiou d'Auvergne.

## Biographie
Antoine-Magdeleine Louis est né le 19 novembre 1845, plusieurs mois après la mort de son père, au no 4 de la rue du Tupin-Rompu, à Lyon.
Après avoir été volontaire dans l'armée d'Afrique, Antonin Louis étudie l'harmonie et la composition auprès de Savard, Elward et Clapisson au Conservatoire et se lance dans une carrière musicale à la fin du Second Empire, en collaborant notamment avec Paul Burani puis avec Gaston Villemer. Avec ces derniers, il est l'un des principaux auteurs de chansons humoristiques et/ou politiques au début de la IIIe République.
Républicain, franc-maçon (affilié à la loge « République démocratique ») et nationaliste, il rejoint le mouvement boulangiste et adhère à la Ligue des patriotes de Paul Déroulède, dont il est l'un des plus fidèles partisans. L'air de ses Pioupious d'Auvergne est ainsi la marche officieuse du boulangisme.
Entre 1888 et 1893, il dirige La Diane, hebdomadaire satirique boulangiste (et pro-commandant Hériot). En février 1902, il fonde avec Gyp un nouvel hebdomadaire nationaliste, La Patrie illustrée, mais la publication cesse au bout de quelques mois.
Passé de mode depuis le début du XXe siècle, Antonin Louis meurt le 15 novembre 1915 à son domicile du no 18 de la rue Cadet.

## Quelques œuvres
- Les Pompiers de Nanterre (musique d'Antonin Louis, paroles de Paul Burani et Philibert), 1868.
- Le Sire de Fisch Ton Kan (musique d'Antonin Louis, paroles de Burani), 1870-1871.
- Le Chant de l'internationale (musique d'Antonin Louis, paroles de Burani et d'Alfred Isch-Wall), 1871.
- Les Pioupious d'Auvergne (musique et paroles d'Antonin Louis), créée par Bourgès en 1887.
- La Charrette (musique et paroles d'Antonin Louis), 1899.
- Les Entravées (musique et paroles d'antonin Louis), 1910[6].